# Стефано Ліліпалі
Стефано Ліліпалі (нід. Stefano Lilipaly; нар. 10 січня 1990, Амстердам) — індонезійський та нідерландський футболіст, півзахисник «Балі Юнайтед».

## Клубна кар'єра
Народився в Нідерландах в сім'ї голландки і вихідця з Індонезії. У 2000 році потрапив у молодіжну академію клубу АЗ, звідки на наступний рік перейшов в «Утрехт». У школі цього клубу пройшов усі щаблі і в 2011 році потрапив в головну команду. У січні 2012 року вперше вийшов в основному складі і забив м'яч у ворота ПСВ. Проте закріпитись у складі рідного клубу не зумів.
Влітку 2012 року як вільний агент перейшов до «Алмере Сіті», де провів півтора сезони в другому дивізіоні. Потім виступав за японський «Консадолє Саппоро» і голландський «Телстар».
У січні 2017 року перейшов у «Камбююр», але вже влітку відправився до Індонезії, ставши гравцем «Балі Юнайтед».

## Виступи за збірну
В юнацькому віці викликався в юнацьку збірну Нідерландів. Зважаючи на малу ймовірність потрапити в першу збірну, в 2011 році отримав громадянство Індонезії, щоб виступати за збірну країни свого батька. У складі збірної цієї країни дебютував у серпні 2013 року.
У 2016 році забив два м'ячі за збірну в рамках чемпіонату АСЕАН. Гол у ворота збірної В'єтнаму вивів його команду у фінал, який індонезійці втім програли. Наразі у формі головної команди країни зіграв 11 матчів.

## Статистика
| Збірна Індонезії | Збірна Індонезії | Збірна Індонезії |
| Роки             | Ігри             | голи             |
| ---------------- | ---------------- | ---------------- |
| 2013             | 1                | 0                |
| 2014             | 0                | 0                |
| 2015             | 0                | 0                |
| 2016             | 8                | 2                |
| 2017             | 2                | 0                |
| Усього           | 11               | 2                |